# Europacup II 1992/93
De 33ste editie van de Beker der Bekerwinnaars werd gewonnen door het Italiaanse AC Parma in de finale tegen het Belgische Antwerp FC. Beide clubs speelden hun eerste finale in de competitie en Antwerp zou tot op de dag van vandaag de laatste Belgische club zijn die een Europese finale speelde. Er waren meer deelnemers dan ooit voorheen. Joegoslavië was uiteengevallen al deed enkel Slovenië mee omdat daar dat het enige land was waar de onafhankelijkheid vreedzaam verlopen was. De Sovjet-Unie bestond niet meer en dit eerste jaar deden enkel Rusland en Oekraïne mee. Oost-Duitsland was weer bij West-Duitsland. Het was ook de eerste keer dat een team uit de Faeröer, Israël en Liechtenstein meedeed in de competitie. Het was tevens de laatste keer dat een team uit Tsjecho-Slowakije deelnam, vanaf 1993/94 zal er een team van Tsjechië en Slowakije deelnemen.

## Voorronde
| Team #1         | Tot.   | Team #2              | 1ste wed | 2de wed |
| --------------- | ------ | -------------------- | -------- | ------- |
| Branik Maribor  | 5 - 2  | Hamrun Spartans      | 4 - 0    | 1 - 2   |
| Strømsgodset IF | 0 - 4  | Hapoel Petach Tikwa  | 0 - 2    | 0 - 2   |
| FC Vaduz        | 1 - 12 | Tsjornomorets Odessa | 0 - 5    | 1 - 7   |
| Avenir Beggen   | 2 - 1  | B36 Tórshavn         | 1 - 0    | 1 - 1   |

## Eerste ronde
| Team #1            | Tot.             | Team #2              | 1ste wed | 2de wed |
| ------------------ | ---------------- | -------------------- | -------- | ------- |
| Miedź Legnica      | 0 - 1            | AS Monaco            | 0 - 1    | 0 - 0   |
| Olympiakos Piraeus | 3 - 1            | Tsjornomorets Odessa | 0 - 1    | 3 - 0   |
| Trabzonspor        | 4 - 2            | TPS Turku            | 2 - 0    | 2 - 2   |
| Branik Maribor     | 1 - 9            | Atlético Madrid      | 0 - 3    | 1 - 6   |
| Werder Bremen      | 4 - 3            | Hannover 96          | 3 - 1    | 1 - 2   |
| Airdrieonians FC   | 1 - 3            | Sparta Praag         | 0 - 1    | 1 - 2   |
| AC Parma           | 2 - 1            | Újpest TE            | 1 - 0    | 1 - 1   |
| Valur Reykjavík    | 0 - 3            | Boavista FC          | 0 - 0    | 0 - 3   |
| Levski Sofia       | 2 - 2(u)         | FC Luzern            | 2 - 1    | 0 - 1   |
| Feyenoord          | 2(u) - 2         | Hapoel Petach Tikwa  | 1 - 0    | 1 - 2   |
| Spartak Moskou     | 5 - 1            | Avenir Beggen        | 0 - 0    | 5 - 1   |
| Liverpool FC       | 8 - 2            | Apollon Limassol     | 6 - 1    | 2 - 1   |
| Cardiff City FC    | 1 - 3            | Admira Wacker Wien   | 1 - 1    | 0 - 2   |
| Glenavon FC        | 2 - 2 (1-3 n.p.) | Antwerp FC           | 1 - 1    | 1 - 1   |
| AIK Stockholm      | 4 - 4(u)         | Aarhus GF            | 3 - 3    | 1 - 1   |
| Bohemians FC       | 0 - 4            | Steaua Boekarest     | 0 - 0    | 0 - 4   |

## Tweede ronde
| Team #1            | Tot.     | Team #2            | 1ste wed | 2de wed      |
| ------------------ | -------- | ------------------ | -------- | ------------ |
| AS Monaco          | 0 - 1    | Olympiakos Piraeus | 0 - 1    | 0 - 0        |
| Trabzonspor        | 0 - 2    | Atlético Madrid    | 0 - 2    | 0 - 0        |
| Werder Bremen      | 2 - 4    | Sparta Praag       | 2 - 1    | 0 - 1        |
| AC Parma           | 2 - 0    | Boavista FC        | 0 - 0    | 2 - 0        |
| FC Luzern          | 2 - 4    | Feyenoord          | 1 - 0    | 1 - 4        |
| Spartak Moskou     | 6 - 2    | Liverpool FC       | 4 - 2    | 2 - 0        |
| Admira Wacker Wien | 6 - 7    | Antwerp FC         | 2 - 4    | 4 - 3 (n.v.) |
| Aarhus GF          | 4 - 4(u) | Steaua Boekarest   | 3 - 2    | 1 - 2        |

## Kwartfinale
| Team #1            | Tot.     | Team #2          | 1ste wed | 2de wed |
| ------------------ | -------- | ---------------- | -------- | ------- |
| Olympiakos Piraeus | 2 - 4    | Atlético Madrid  | 1 - 1    | 1 - 3   |
| Sparta Praag       | 0 - 2    | AC Parma         | 0 - 0    | 0 - 2   |
| Feyenoord          | 1 - 4    | Spartak Moskou   | 0 - 1    | 1 - 3   |
| Antwerp FC         | 1(u) - 1 | Steaua Boekarest | 0 - 0    | 1 - 1   |

## Halve Finale
| Team #1         | Tot.      | Team #2    | 1ste wed | 2de wed |
| --------------- | --------- | ---------- | -------- | ------- |
| Atlético Madrid | 2 - 2 (u) | AC Parma   | 1 - 2    | 1 - 0   |
| Spartak Moskou  | 2 - 3     | Antwerp FC | 1 - 0    | 1 - 3   |

## Finale
| Team #1  | Uitsl. | Team #2    |
| -------- | ------ | ---------- |
| AC Parma | 3 - 1  | Antwerp FC |